# エレペーノール
エレペーノール（古希: Ἐλεφήνωρ, Elephēnōr）は、ギリシア神話の人物である。長母音を省略してエレペノルとも表記される。エウボイア島のアバンテス族の王カルコードーンと、アルキュオネーあるいはイメナレテーの子。
ヘレネーの求婚者の1人であり、トロイア戦争におけるギリシア軍の武将の1人。

## 神話
エレペーノールはテーセウスの子供たち（アカマース、デーモポーン）の保護者としても知られている。プルタルコスによるとヘーラクレースに救出されたテーセウスがアテーナイに帰還すると、時勢の変化により以前と同じように国政を執ることができなかった。そこで子供たちをエレペーノールのもとに送り、自分はスキューロス島の王リュコメーデースのもとに身を寄せたという。パウサニアスもテーセウスの子供たちがエレペーノールのもとに送られたと述べている。またポイマンドロスの殺人の罪を浄めたという話もある。
トロイア戦争ではエウボイア島の好戦的なアバンテス族の軍勢40隻を率いて参加した。一説にはアルゴスの軍勢30隻ともいわれる。しかし『イーリアス』初日の戦闘で、アンティロコスが討ったエケポーロスの遺体を引きずって行くために身をかがめたとき、楯で隠れていた脇腹が見えたところを、敵の武将アゲーノールに槍で突かれて絶命した。あるいはヘクトールに討たれた。戦後、エレペーノールの部下たちはイーオニア湾で難破したのち、エーペイロス地方のアポローニアに移住した。
一説によるとエレペーノールは祖父アバースを誤って殺してしまったために他国に亡命した。このためトロイア戦争の際もエウボイア島に戻ることが出来ず、海の波間の岩の上からエウボイア島のアバンテス族に出兵を命じなければならなかった。また戦後、シチリア島近くのオトロノス島に赴いたが、大蛇のためにエーペイロス地方のアバンティアーニアに移住した。